# Märta Christina Sällström
Märta Christina Sällström, född Fagerberg 22 december 1808, död 9 november 1853, var en svensk skådespelare och operasångare (sopran).
Hon var elev vid Kungliga Teatern från 1819 och engagerad där 1826-34. Hon gjorde framför allt mindre roller, bland annat Papagena i Trollflöjten, Zerlina i Don Giovanni och Lotta i Nicolas Isouards De löjliga mötena. Under 1844–1852 var hon engagerad vid Mindre teatern. 
Sällström gifte sig 1826 med operasångaren Per Sällström.  

## Teater

### Roller (urval)
| År   | Roll      | Produktion                                               | Teater           |
| ---- | --------- | -------------------------------------------------------- | ---------------- |
| 1826 | Elise     | Handsekreteraren och Kocken Eugène Scribe och Mélesville | Kungliga Teatern |
| 1845 | Fru Knorr | Nu ska vi roa oss Johann Nestroy                         | Nya Teatern      |